# Cartellate
Le cartellate sono un tipico dolce natalizio della tradizione gastronomica pugliese e lucana. 
Preparate soprattutto a Natale, nella tradizione cristiana rappresenterebbero l'aureola o le fasce che avvolsero il Bambino Gesù nella culla, ma anche la corona di spine al momento della crocifissione. Dolci simili vengono prodotti anche in Calabria, dove vengono chiamati nèvole o crispelle, e Sardegna, con il nome di orilletas.

## Etimologia e storia delle cartellate

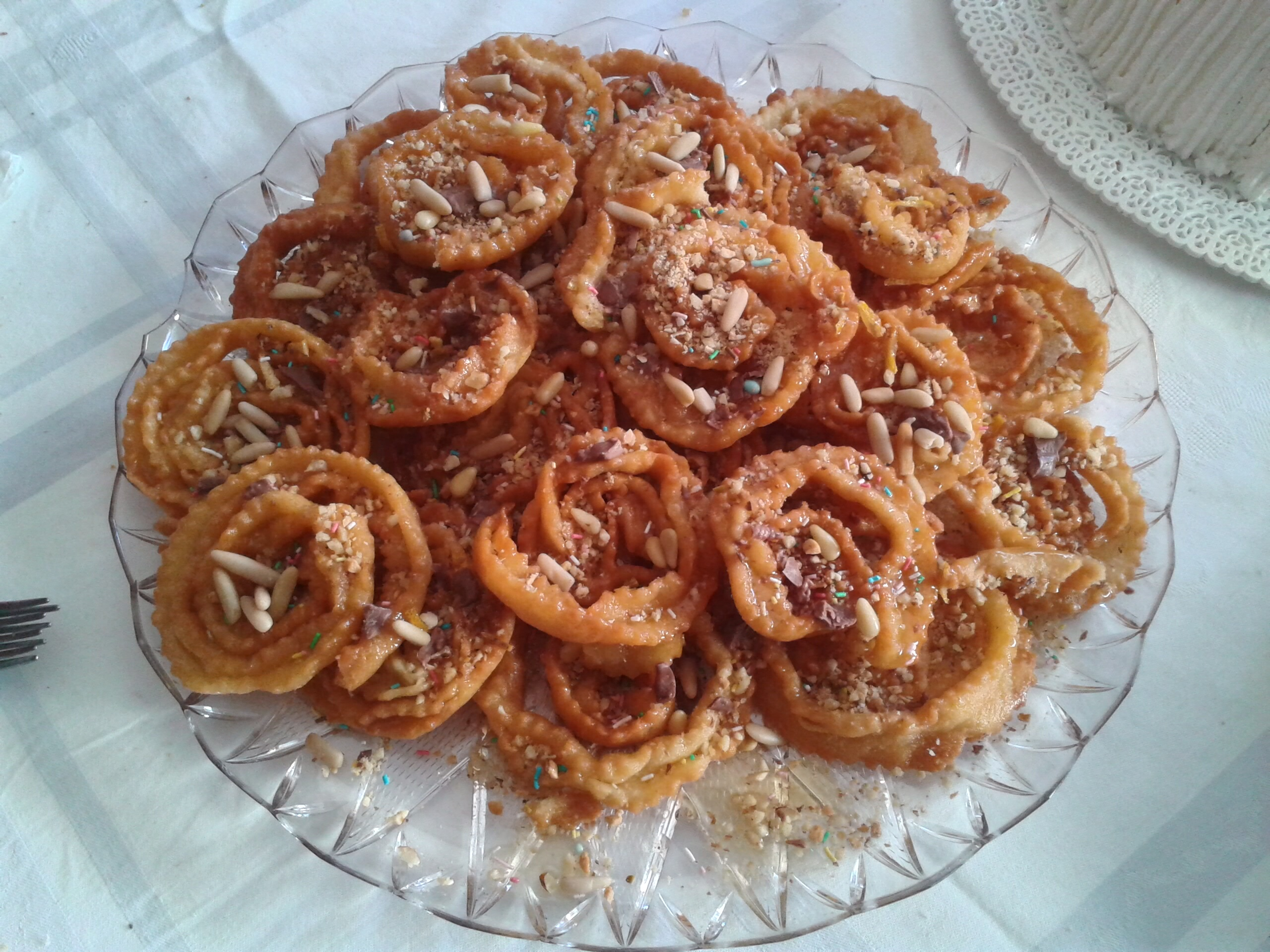
Cartellate al miele

Il nome è connesso con carta, incartellate, cioè sinonimo di incartocciate, secondo la loro tipica forma arabesca.
Le varie ipotesi degli eruditi locali, come il dizionario Saracino o il Nobile, che fanno derivare la parola dal greco κάρταλλος (kartallos) = cesto o paniere a forma puntuta sono le più plausibili. Agli albori del Cristianesimo, queste frittelle rituali si sarebbero trasformate in doni alla Madonna, cucinati per invocarne l'intervento sulla buona riuscita dei raccolti.
Le cartellate sono, inoltre, citate come nuvole in un resoconto del 1517, stilato in occasione del banchetto nuziale di Bona Sforza, figlia d'Isabella d'Aragona e nel 1762 in un documento redatto dalle suore benedettine di un convento di Bari.

## Preparazione

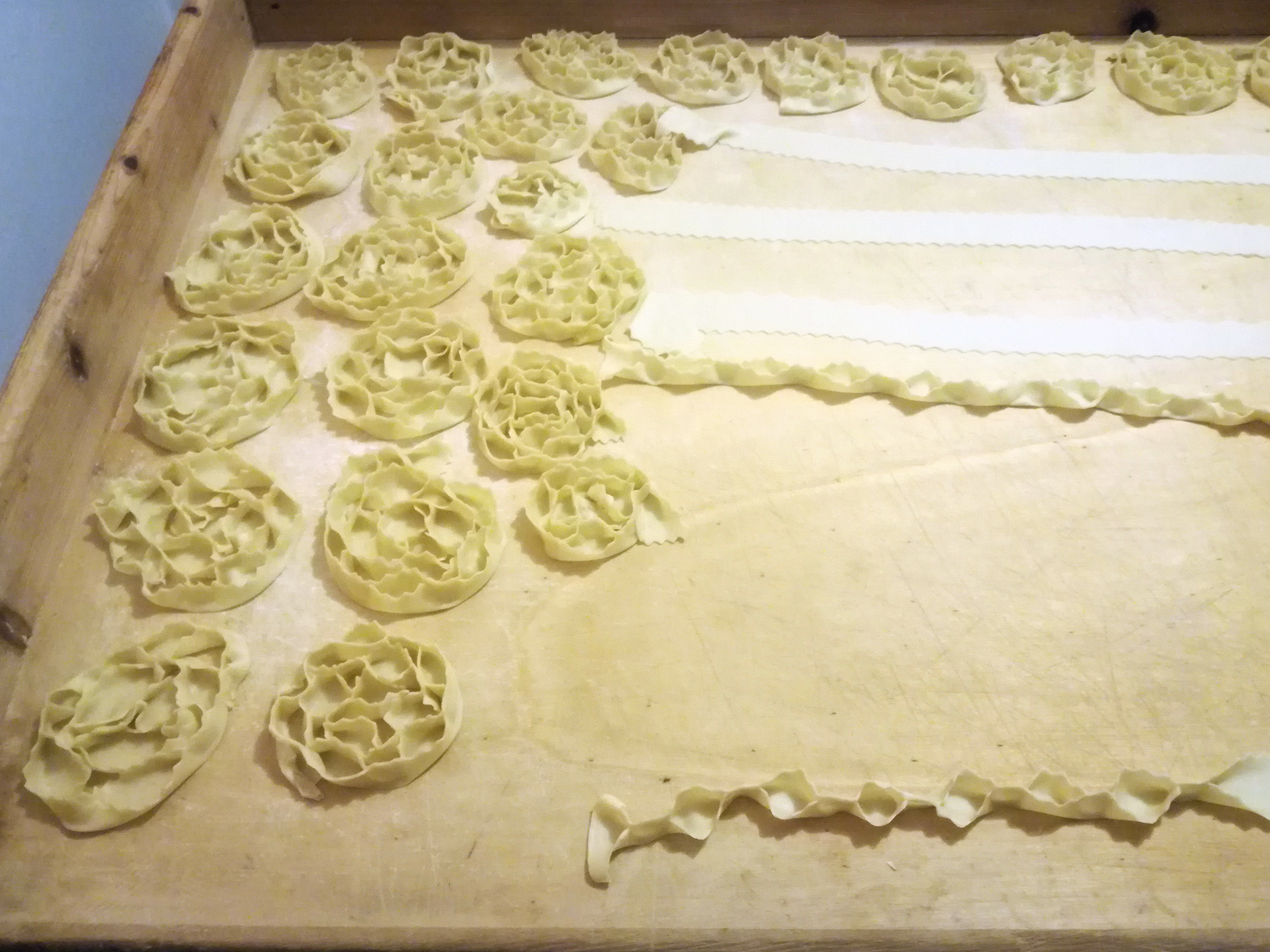
Preparazione delle 'ncartddète canosine

La preparazione avviene componendo nastri di una sottile sfoglia di pasta, ottenuta con farina, olio e vino bianco, unita e avvolta su se stessa sino a formare una sorta di "rosa" coreografica con cavità e aperture, che poi verrà fritta in abbondante olio.
Ne esistono numerose varianti, ma la ricetta tipica regionale è quella che le vede impregnate di vincotto tiepido o di miele, e poi ricoperte di cannella, zucchero a velo oppure mandorle. 

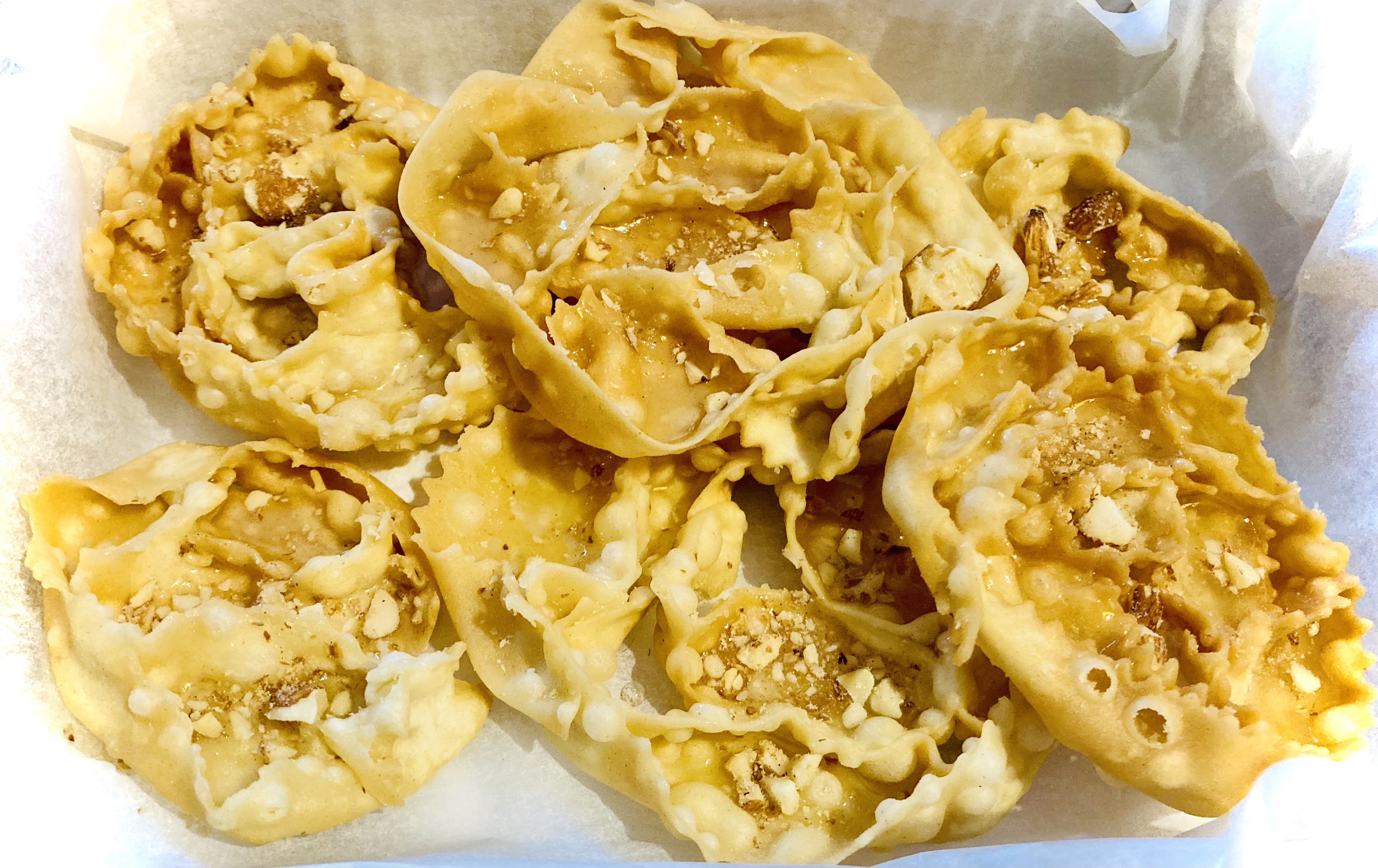
Cartellate fritte e condite con miele e granella di mandorle

Altre varianti le vedono con il cioccolato al posto del vincotto, oppure semplicemente lo zucchero a velo. Una volta preparate si conservano in grossi tegami, lontane dalla luce e in ambienti interni.

## Denominazioni locali
La grafia in dialetto è stata aggiornata adoperando il volume «Il Dialetto di Bari» di Alfredo Giovine, a cura di Felice Giovine.
- Calangi, Vernole (LE), Calimera (LE), Melendugno (LE)
- Carance, San Giovanni Rotondo (FG)
- Cartagghiat, Montescaglioso (MT)
- Cartagghiéte o Carteddéte, Palagianello, Palagiano, Castellaneta (TA)
- Carteddàte, Bari (BA)
- 'Ngartellète, Altamura (BA)
- Carteddrhate Galatina (LE)
- Carteddate, Taranto (TA), Trani (BT), Modugno (BA), Molfetta (BA) e Palo del Colle (BA)
- Carteddàte, Triggiano (BA)
- Carteddéte, Alberobello (BA), Noci (BA)
- Carteddète, Conversano (BA), Statte (TA), Martina Franca (TA), Massafra (TA)
- Carteddéte, Capurso (BA), Matera (MT)
- Carteddête, Grumo Appula (BA)
- Carteddàte, Modugno (BA)
- Carteddèute, Bitonto (BA) e Palese Macchie (BA)
- Carteddóte, Ruvo di Puglia (BA) e Barletta (BT)
- Cartellt o Cartellàte, Foggia (FG)
- Cartelléte, Polignano a Mare (BA)
- Cartiddàta, Maruggio (TA)
- Cartiddate, Bisceglie (BT) e Salento
- Ncarteddrate, Lecce (LE) e Salento
- Cartiddàte, Leporano (TA)
- Cartiddati, Latiano (BR)
- 'Ncartiddate o 'Ncartellate, Maglie (LE)
- Cartilléte, Manfredonia (FG)
- Casatédde, Irsina (MT)
- Chelustre[5]o K'lustr, Mattinata (FG) e Vieste (FG)
- Chiòsere[6] Gravina in Puglia (BA)
- Crispelle, Accadia (FG)
- Cròstl, Spinazzola (BT)
- Crùstele, San Nicandro Garganico (FG) [Anziché col vincotto, vengono insaporite col miele di fichi], San Marco in Lamis (FG), Cagnano Varano (FG), Carpino (FG), Lucera (FG), Vico del Gargano (FG) , Lesina (FG), Castelluccio Valmaggiore (FG)
- Ngartddáy, San Ferdinando di Puglia (BT)
- Mévele, Paesi dell'Appenino Dauno
- Nèvele, Poggio Imperiale (FG)
- Névele, San Severo (FG), Torremaggiore (FG)
- Névole, San Severo (FG)
- ’Ncartedhate, Cavallino (LE)
- ’Ngartïdête, Cisternino (BR)
- ’Ncarteddète, Locorotondo (BA)
- ’Ngarteddéte, Adelfia (BA) e Putignano (BA)
- ’Ngarteddòte, Bitetto (BA) e Trinitapoli (BT)
- ’Nccartiddrhate o 'Ncartellate, Nociglia (LE) e Surano (LE)
- ’Ncartiddati, Brindisi (BR) e Mesagne (BR)
- Nocche, Satriano (PZ)
- Rosacatarre, Pollino (PZ)
- Rose, Andria (BT)
- Rosette, Potenza (PZ)
- Scartagghiête Mola di Bari (BA)
- Scartagghiòte, Castellana Grotte (BA)
- Scarteddate, Minervino Murge (BT)
- Scartddt, Cerignola (FG)
- Scartilléte, Costa garganica
- Scart'ddat, Melfi (PZ)
- Scart'llat, Pietramontecorvino (FG)
- Scaròl Carlantino (FG)
- Gnartallìtë, Chijicchiàrë, Casszarrìllë, Crëgnafrògnë o chiàcchërë ,  Ferrandina (MT)